# Miscast-Nunatakker
Die Miscast-Nunatakker (von englisch miscast ‚Fehlbesetzung‘) sind eine Gruppe aus vier Nunatakkern an der Shackleton-Küste der antarktischen Ross Dependency. Sie ragen bis zu 910 m hoch an der Südflanke des Byrd-Gletschers zwischen Mount Tadpole und Mount Madison in den Churchill Mountains auf.
Teilnehmer einer von 1960 bis 1961 dauernden Kampagne der New Zealand Geological Survey Antarctic Expedition benannten sie als Dick Formation und charakterisierten sie als eine klastische Sandsteinformation. Neuerliche Untersuchungen durch den US-amerikanischen Geologen Edmund Stump (* 1946) von der Arizona State University im Rahmen des United States Antarctic Program in den Jahren 2000 bis 2001 ergaben dagegen, dass die Nunatakker aus sogenanntem Shackleton Limestone bestehen, einem für Antarktika typischen Kalkstein. Die von den Neuseeländern vorgenommene fehlerhafte Charakterisierung führte zu einer Neubenennung.